# Olejek cedrowy
Olejek cedrowy (łac. Oleum Ligni Cedri) – olejek eteryczny, pozyskiwany z drewna jałowca wirgińskiego (cedr wirgiński), cedru atlaskiego, cedru libańskiego, cedru himalajskiego, a także z liści żywotnika zachodniego (łac. Thuja occidentalis L., biały cedr) metodą destylacji z parą wodną. Olejek cedrowy jest stosowany jako środek zapachowy oraz jako ciecz immersyjna w mikroskopii.

## Otrzymywanie i właściwości olejków
Jałowiec wirginijski (cedr wirgiński) jest drzewem lub krzewem, rosnącym głównie w USA, w stanach Wirginia, Karolina Północna i Tennessee. Osiąga wysokość 15 m. Drewno jest pozyskiwane do produkcji np. mebli, skrzyń, ołówków. Surowcem do produkcji olejku są odpadki z tej produkcji. W czasie destylacji z parą wodną osiągana jest wydajność 2–2,5%.
W czasie destylacji drewna cedru atlaskiego wynosi ona 3–5%. Dostępny w handlu „olejek cedrowy” jest często produktem destylacji mieszaniny różnych surowców, np. liści żywotnika zachodniego (tuja) i innych drzew szpilkowych. Olejek z drewna jałowca wirginijskiego (cedru wirgińskiego) jest niemal bezbarwną cieczą o trwałym, balsamicznym zapachu. Do celów mikroskopowych jest stosowana specjalnie preparowana frakcja z procesu rektyfikacji, o współczynniku załamania światła (linia D) równym 1,515 w 18 °C.
| Właściwości                                   | Olejek z drewna cedru wirgińskiego                                                             | Olejek z drewna cedru atlaskiego            |
|                                               | a) według Gildemeistra i Hoffmanna b) według Guenthera                                         | a) według Schimmla & Co b) według Massy'ego |
| Główne składniki                              | cedren, cedrol (kamfora cedrowa), pseudocedrol, cedroneol i seskwiterpeny, np. α- i γ-atlanton |                                             |
| Barwa                                         | ciecz prawie bezbarwna                                                                         | ciecz jasnobrunatna                         |
| Zapach                                        | balsamiczny, trwały                                                                            | balsamiczny                                 |
| Gęstość, d15/15                               | a) 0,943–0,964 b) 0,949–0,961                                                                  | a) 0,945–0,968 b) 0,9384–0,9587             |
| Skręcalność właściwa, αD                      | a) −18° do −42° b) −25°27' do −37°15'                                                          | a) +43° do +62° b) +35,27° do +49,23°       |
| Współczynnik załamania światła, n20/D         | a) 1,50–1,51 b) 1,5030–1,5067                                                                  | a) 1,512–1,517 b) 1,5061–1,5132             |
| Liczba kwasowa                                | a) do 1,5                                                                                      | a) 2,0 b) 0,50–2,16                         |
| Liczba estrowa                                | a) do 12                                                                                       | a) 3–11 b) 3,75–8,86                        |
| Liczba estrowa po acetylowaniu                | a) 26–8                                                                                        | a) 30–46 b) 28,26–40,01                     |
| Rozpuszczalność (obj. alkoholu/1 obj. olejku) | a) 1–10; czasem 7–10 (alkohol 90°) b) 8–10 (alkohol 90°), często 0,5–4,0 (alkohol 95°)         | a) 1–10 (alkohol 90°) b) 1–6 (alkohol 90°)  |

### Skład chemiczny olejków
Główne składniki olejku z drewna cedru libańskiego stanowią borneol oraz cisatlanton. Wkładzie olejku z drewna cedru atlantyckiego dominują kadinen, α- i γ-atlanton. W olejku otrzymanym z igieł cedru atlaskiego wykryto 53 składniki wśród których 70% stanowiły seskwiterpeny: α-, β- i γ-himachaleny oraz małe ilości izomerów atlantonu. Olejek z drewna cedru himalajskiego zawierał jako związki dominujące α- i β-himachaleny, alkohol seskwiterpenowy – himachalol, allohima- chalol oraz atlanton, cedrol (10, 15), kwas limonenowy, (+)-longiborneol, p-metylacetofenon, p-metyl-Δ3-tetrahydroacetofenon i inne.

### Właściwości przeciwbakteryjne
Spośród Gram-ujemnych pałeczek beztlenowych największą wrażliwość wykazują szczepy z gatunku Tannerella forsythia (stężenie olejku w zakresie ≤0,06-0,12 mg/ml hamuje wzrost 75%  kolonii). Do baterii wrażliwych na działanie olejku cedrowego zalicza się również szczepy z rodzaju Prevotella, zwałszcza Prevotella bivia oraz Porphyromonas gingivalis. Gram-dodatnie ziarniaki charakteryzują się wysoką wrażliwością na olejek cedrowy, szczególnie Peptostreptococcus anaerobius i Ruminococcus productus. Wśród gram-dodatnich pałeczek beztlenowych, największą wrażliwość wykazały szczepy z gatunku Propionibacterium acnes.
Olejek z cedru atlantyckiego hamuje wzrost gronkowców z gatunku Staphylococcus aureus w stężeniu 500 μg/ml, a szczepów Escherichia coli, Corynebacterium sp. i Candida albicans w stężeniu ≥ 1000 μg/ml. Udowodniono działanie olejku cedrowego wobec form wegetatywnych i przetrwalnikowych laseczek z gatunku Bacillus cereus i Clostridium botulinum  stężeniu wynoszącym odpowiednio 100 i 300 μg/ml.

## Zafałszowania
Olejek nie jest fałszowany ze względu na jego niską cenę. Jest stosowany do fałszowania droższych olejków o podobnym zapachu (np. paczulowy, wetiwerowy, sandałowy).

## Zastosowania
Olejek cedrowy jest stosowany jako ciecz immersyjna, zwiększająca zdolność rozdzielczą mikroskopu dzięki bardzo dużej wartości współczynnika załamania światła. Wypełnienie przestrzeni między preparatem a obiektywem taką przezroczystą cieczą zapobiega niekorzystnemu załamywaniu się światła na granicy między szkłem i powietrzem. Olejek jest też stosowany do perfumowania mydeł toaletowych i jako utrwalacz kompozycji zapachowych (np. kwiatowych, tj. jaśmin, mimoza).
Olejek cedrowy znajduje zastosowanie w medycynie w schorzeniach górnych dróg oddechowych. Ułatwia oddychanie, rozrzedza wydzielinę oskrzelową, umożliwiając jej odkrztuszanie. Maść stosowana jest również do nacierań w bólach stawowych, nerwobólach i bólach reumatycznych.